# Byttneria atrata
Byttneria atrata är en malvaväxtart som beskrevs av Arthur Allman Bullock. Byttneria atrata ingår i släktet Byttneria och familjen malvaväxter. Inga underarter finns listade i Catalogue of Life.